# Ystradgynlais
Ystradgynlais è un centro abitato del Galles, situato nella contea del Powys.